# Rally Cataluña de 2015
El Rally Cataluña de 2015, oficialmente 51º Rally RACC Catalunya – Costa Daurada, fue la quincuagésima primera edición y la duodécima ronda de la temporada 2015 del Campeonato Mundial de Rally. Se celebró del 22 al 25 de octubre y contó con un itinerario de 23 tramos sobre tierra y asfalto que sumaron un total de 331.25 km cronometrados. Fue también la duodécima ronda de los campeonatos WRC 2 y WRC 3.
Andreas Mikkelsen se quedó con la victoria con un tiempo de 3:21:04.8 dejando por detrás a Latvala a 3.1s y a Sordo a 21.2s.

## Itinerario
| Día                     | Tramo | Nombre                     | Distancia | Ganador                           | Ganador                           | No. | Equipo                   | Tiempo  | Vel. pro.  | Líder de la general |
| ----------------------- | ----- | -------------------------- | --------- | --------------------------------- | --------------------------------- | --- | ------------------------ | ------- | ---------- | ------------------- |
| 22 de octubre (Asfalto) | SS1   | Barcelona                  | 3.20 km   | Sébastien Ogier Julien Ingrassia  | Sébastien Ogier Julien Ingrassia  | 1   | Volkswagen Motorsport    | 3:37.8  | 52.9 km/h  | Sébastien Ogier     |
| 23 de octubre (Tierra)  | SS2   | Móra d'ebre-Ascó 1         | 9.62 km   | Mads Østberg Jonas Andersson      | Mads Østberg Jonas Andersson      | 4   | Citroën World Rally Team | 5:55.6  | 97.4 km/h  | Sébastien Ogier     |
| 23 de octubre (Tierra)  | SS2   | Móra d'ebre-Ascó 1         | 9.62 km   | Hayden Paddon John Kennard        | Hayden Paddon John Kennard        | 20  | Hyundai Motorsport N     | 5:55.6  | 97.4 km/h  | Sébastien Ogier     |
| 23 de octubre (Tierra)  | SS3   | Caseres 1                  | 12.50 km  | Robert Kubica Maciek Szczepaniak  | Robert Kubica Maciek Szczepaniak  | 14  | Robert Kubica            | 7:25.9  | 100.9 km/h | Robert Kubica       |
| 23 de octubre (Tierra)  | SS4   | Bot 1                      | 6.50 km   | Ott Tänak Raigo Mõlder            | Ott Tänak Raigo Mõlder            | 6   | M-Sport World Rally Team | 4:11.5  | 93.0 km/h  | Robert Kubica       |
| 23 de octubre (Tierra)  | SS5   | Terra Alta 1               | 35.68 km  | Jari-Matti Latvala Miikka Anttila | Jari-Matti Latvala Miikka Anttila | 2   | Volkswagen Motorsport    | 23:20.9 | 91.7 km/h  | Sébastien Ogier     |
| 23 de octubre (Tierra)  | SS6   | Móra d'ebre-Ascó 2         | 9.62 km   | Ott Tänak Raigo Mõlder            | Ott Tänak Raigo Mõlder            | 6   | M-Sport World Rally Team | 5:48.5  | 99.4 km/h  | Jari-Matti Latvala  |
| 23 de octubre (Tierra)  | SS6   | Móra d'ebre-Ascó 2         | 9.62 km   | Robert Kubica Maciek Szczepaniak  | Robert Kubica Maciek Szczepaniak  | 14  | Robert Kubica            | 5:48.5  | 99.4 km/h  | Jari-Matti Latvala  |
| 23 de octubre (Tierra)  | SS7   | Caseres 2                  | 12.50 km  | Mads Østberg Jonas Andersson      | Mads Østberg Jonas Andersson      | 4   | Citroën World Rally Team | 7:18.4  | 102.6 km/h | Jari-Matti Latvala  |
| 23 de octubre (Tierra)  | SS8   | Bot 2                      | 6.50 km   | Ott Tänak Raigo Mõlder            | Ott Tänak Raigo Mõlder            | 6   | M-Sport World Rally Team | 4:04.4  | 95.7 km/h  | Jari-Matti Latvala  |
| 23 de octubre (Tierra)  | SS9   | Terra Alta 2               | 35.68 km  | Sébastien Ogier Julien Ingrassia  | Sébastien Ogier Julien Ingrassia  | 1   | Volkswagen Motorsport    | 22:49.4 | 93.8 km/h  | Sébastien Ogier     |
| 24 de octubre (Asfalto) | SS10  | Porrera                    | 7.43 km   | Sébastien Ogier Julien Ingrassia  | Sébastien Ogier Julien Ingrassia  | 1   | Volkswagen Motorsport    | 5:14.9  | 84.9 km/h  | Sébastien Ogier     |
| 24 de octubre (Asfalto) | SS11  | La Figuera 1               | 26.26 km  | Sébastien Ogier Julien Ingrassia  | Sébastien Ogier Julien Ingrassia  | 1   | Volkswagen Motorsport    | 14:32.4 | 108.4 km/h | Sébastien Ogier     |
| 24 de octubre (Asfalto) | SS12  | Poboleda 1                 | 10.63 km  | Sébastien Ogier Julien Ingrassia  | Sébastien Ogier Julien Ingrassia  | 1   | Volkswagen Motorsport    | 5:36.3  | 113.8 km/h | Sébastien Ogier     |
| 24 de octubre (Asfalto) | SS13  | Capafonts 1                | 19.80 km  | Jari-Matti Latvala Miikka Anttila | Jari-Matti Latvala Miikka Anttila | 2   | Volkswagen Motorsport    | 10:47.2 | 110.1 km/h | Sébastien Ogier     |
| 24 de octubre (Asfalto) | SS14  | La Figuera 2               | 26.26 km  | Jari-Matti Latvala Miikka Anttila | Jari-Matti Latvala Miikka Anttila | 2   | Volkswagen Motorsport    | 14:36.4 | 107.9 km/h | Sébastien Ogier     |
| 24 de octubre (Asfalto) | SS15  | Poboleda 2                 | 10.63 km  | Sébastien Ogier Julien Ingrassia  | Sébastien Ogier Julien Ingrassia  | 1   | Volkswagen Motorsport    | 5:40.2  | 112.5 km/h | Sébastien Ogier     |
| 24 de octubre (Asfalto) | SS16  | Capafonts 2                | 19.80 km  | Jari-Matti Latvala Miikka Anttila | Jari-Matti Latvala Miikka Anttila | 2   | Volkswagen Motorsport    | 10:45:0 | 110.5 km/h | Sébastien Ogier     |
| 24 de octubre (Asfalto) | SS17  | Salou                      | 2.24 km   | Sébastien Ogier Julien Ingrassia  | Sébastien Ogier Julien Ingrassia  | 1   | Volkswagen Motorsport    | 2:33.4  | 52.6 km/h  | Sébastien Ogier     |
| 24 de octubre (Asfalto) | SS17  | Salou                      | 2.24 km   | Thierry Neuville Nicolas Gilsoul  | Thierry Neuville Nicolas Gilsoul  | 7   | Hyundai Motorsport       | 2:33.4  | 52.6 km/h  | Sébastien Ogier     |
| 25 de octubre (Asfalto) | SS18  | Guiamets 1                 | 6.80 km   | Andreas Mikkelsen Ola Fløene      | Andreas Mikkelsen Ola Fløene      | 9   | Volkswagen Motorsport II | 3:48.3  | 107.2 km/h | Sébastien Ogier     |
| 25 de octubre (Asfalto) | SS19  | Pratdip 1                  | 19.30 km  | Andreas Mikkelsen Ola Fløene      | Andreas Mikkelsen Ola Fløene      | 9   | Volkswagen Motorsport II | 10:51.0 | 106.7 km/h | Sébastien Ogier     |
| 25 de octubre (Asfalto) | SS20  | Duesaigües 1               | 12.10 km  | Jari-Matti Latvala Miikka Anttila | Jari-Matti Latvala Miikka Anttila | 2   | Volkswagen Motorsport    | 7:54.2  | 91.9 km/h  | Sébastien Ogier     |
| 25 de octubre (Asfalto) | SS21  | Guiamets 2                 | 6.80 km   | Andreas Mikkelsen Ola Fløene      | Andreas Mikkelsen Ola Fløene      | 9   | Volkswagen Motorsport II | 3:47.8  | 107.5 km/h | Sébastien Ogier     |
| 25 de octubre (Asfalto) | SS22  | Pratdip 2                  | 19.30 km  | Jari-Matti Latvala Miikka Anttila | Jari-Matti Latvala Miikka Anttila | 2   | Volkswagen Motorsport    | 10:51.1 | 106.7 km/h | Sébastien Ogier     |
| 25 de octubre (Asfalto) | SS23  | Duesaigües 2 (Power Stage) | 12.10 km  | Andreas Mikkelsen Ola Fløene      | Andreas Mikkelsen Ola Fløene      | 9   | Volkswagen Motorsport II | 7:51.9  | 92.3 km/h  | Andreas Mikkelsen   |

### Power Stage
El power stage al igual que en las anteriores carreras fue la última etapa del rally y tuvo un recorrido total de 12.10 km.
| Pos. | Piloto             | Automóvil             | Tiempo | Difer. | Puntos |
| ---- | ------------------ | --------------------- | ------ | ------ | ------ |
| 1    | Andreas Mikkelsen  | Volkswagen Polo R WRC | 7:51.9 | 0.0    | 3      |
| 2    | Jari-Matti Latvala | Volkswagen Polo R WRC | 7:53.6 | +1.7   | 2      |
| 3    | Kris Meeke         | Citroën DS3 WRC       | 7:57.1 | +5.2   | 1      |

## Clasificación final
| 1       | Andreas Mikkelsen    | Ola Fløne          | Volkswagen Polo R WRC   | 3:21:04.8 | 0.0      | 25 + 3 |
| 2       | Jari-Matti Latvala   | Miikka Anttila     | Volkswagen Polo R WRC   | 3:21:07.9 | +0:03.1  | 18 + 2 |
| 3       | Dani Sordo           | Marc Martí         | Hyundai i20 WRC         | 3:21:26.0 | +0:21.2  | 15     |
| 4       | Mads Østberg         | Jonas Andersson    | Citroën DS3 WRC         | 3:22:11.1 | +01:06.3 | 12     |
| 5       | Kris Meeke           | Paul Nagle         | Citroën DS3 WRC         | 3:22:13.0 | +01:08.2 | 10 + 1 |
| 6       | Hayden Paddon        | John Kennard       | Hyundai i20 WRC         | 3:22:28.1 | +01:23.3 | 8      |
| 7       | Martin Prokop        | Jan Tománek        | Ford Fiesta RS WRC      | 3:25:19.0 | +04:14.2 | 6      |
| 8       | Thierry Neuville     | Nicolas Gilsoul    | Hyundai i20 WRC         | 3:29:06.7 | +08:01.9 | 4      |
| 9       | Pontus Tidemand      | Emil Axelson       | Škoda Fabia R5          | 3:30:01.6 | +08:56.8 | 2      |
| 10      | Jan Kopecký          | Pavel Dresler      | Škoda Fabia R5          | 3:30:12.3 | +09:07.5 | 1      |
| WRC 2   |                      |                    |                         |           |          |        |
| 1 (9)   | Pontus Tidemand      | Emil Axelson       | Škoda Fabia R5          | 3:30:01.6 | 0.0      | 25     |
| 2 (10)  | Jan Kopecký          | Pavel Dresler      | Škoda Fabia R5          | 3:30:12.3 | +0:10.7  | 18     |
| 3 (12)  | Nasser Al-Attiyah    | Matthieu Baumel    | Škoda Fabia R5          | 3:34:06.9 | +4:05.3  | 15     |
| 4 (13)  | Armin Kremer         | Pirmin Winklhofer  | Škoda Fabia R5          | 3:34:07.0 | +4:05.4  | 12     |
| 5 (14)  | Yuriy Protasov       | Pavlo Cherepin     | Ford Fiesta RRC         | 3:37:43.0 | +7:41.4  | 10     |
| 6 (17)  | Jarosław Kołtun      | Ireneusz Pleskot   | Ford Fiesta R5          | 3:42:48.5 | +12:46.9 | 8      |
| 7 (22)  | Ramón Torres Fuentes | David Vázquez      | Ford Fiesta R5          | 3:48:38.5 | +18:36.9 | 6      |
| 8 (23)  | Abdulaziz Al-Kuwari  | Marshall Clarke    | Ford Fiesta RRC         | 3:49:10.1 | +19:08.5 | 4      |
| 9 (27)  | Mait Maarend         | Mihkel Kapp        | Ford Fiesta R5          | 3:54:22.4 | +24:20.8 | 2      |
| 10 (30) | Martin Koči          | Lukáš Kostka       | Mitsubishi Lancer Evo X | 3:56:38.8 | +26:37.2 | 1      |
| WRC 3   |                      |                    |                         |           |          |        |
| 1 (18)  | Quentin Gilbert      | Renaud Jamoul      | Citroën DS3 R3T Max     | 3:45:52.6 | 0.0      | 25     |
| 2 (19)  | Terry Folb           | Franck Le Floch    | Citroën DS3 R3T Max     | 3:47:30.5 | +1:37.9  | 18     |
| 3 (20)  | Fabioi Andolfi       | Simone Scattolin   | Peugeot 208 VTi R2      | 3:48:12.1 | +2:19.5  | 15     |
| 4 (21)  | Simone Tempestini    | Matteio Chiarcossi | Citroën DS3 R3T Max     | 3:48:15.2 | +2:22.6  | 12     |
| 5 (24)  | Damiano de Tomaso    | Massimiliano Bosi  | Peugeot 208 VTi R2      | 3:52:28.9 | +6:36.3  | 10     |
| 6 (25)  | Mohamed Al-Mutawaa   | Stephen McAuley    | Citroën DS3 R3T Max     | 3:53:22.9 | +7:30.3  | 8      |
| 7 (32)  | Pierre-Louis Loubet  | Victor Belotto     | Citroën DS3 R3T Max     | 3:56:55.5 | +11:02.9 | 6      |
| 8 (45)  | Frederico Della Casa | Domenico Pozzi     | Citroën DS3 R3T Max     | 4:11:01.4 | +25:08.8 | 4      |
| 9 (48)  | Ole Christian Veiby  | Anders Jaeger      | Citroën DS3 R3T Max     | 4:17:17.5 | +31:24.9 | 2      |
| JWRC    |                      |                    |                         |           |          |        |
| 1 (18)  | Quentin Gilbert      | Renaud Jamoul      | Citroën DS3 R3T Max     | 3:45:52.6 | 0.0      | 25     |
| 2 (19)  | Terry Folb           | Franck Le Floch    | Citroën DS3 R3T Max     | 3:47:30.5 | +1:37.9  | 18     |
| 3 (21)  | Simone Tempestini    | Matteio Chiarcossi | Citroën DS3 R3T Max     | 3:48:15.2 | +2:22.6  | 15     |
| 4 (25)  | Mohamed Al-Mutawaa   | Stephen McAuley    | Citroën DS3 R3T Max     | 3:53:22.9 | +7:30.3  | 12     |
| 5 (32)  | Pierre-Louis Loubet  | Victor Belotto     | Citroën DS3 R3T Max     | 3:56:55.5 | +11:02.9 | 10     |
| 6 (45)  | Frederico Della Casa | Domenico Pozzi     | Citroën DS3 R3T Max     | 4:11:01.4 | +25:08.8 | 8      |
| 7 (48)  | Ole Christian Veiby  | Anders Jaeger      | Citroën DS3 R3T Max     | 4:17:17.5 | +31:24.9 | 6      |